# Sammy Nestico
Sammy Nestico (6. února 1924 Pittsburgh – 17. ledna 2021 Pittsburgh) byl americký hudební aranžér a skladatel.

## Život
Jako aranžér začal profesionálně pracovat v roce 1941 pro rozhlasovou stanici WCAE v Pittsburghu. V roce 1950 získal bakalářské vzdělání na Duquesne University. Roku 1967 se stal hlavním aranžérem orchestru Count Basieho, kde zůstal až do jeho smrti v roce 1984. Přestože byl primárně aranžérem, občasně se věnoval také hraní na pozoun (hrál například s Tommym Dorseyem a Woodym Hermanem). Rovněž se věnoval pedagogické činnosti.